# Фредерик ван Зейл Слаберт
Фредерик ван Зейл Слаберт (на африкаанс: Frederik van Zyl Slabbert) е южноафрикански политик, лидер на парламентарната опозиция през 1979 – 1986 г. Роден е в Претория на 2 март 1940 г.
Включва се в политическия живот през 1974 г., а през 1979 г. оглавява Прогресивната федерална партия – най-голямата легална опозиционна организация в страната. Той играе важна роля в оформянето на нейната позиция за премахване на апартейда. През 1986 г. се оттегля от активна политическа дейност, но през следващите няколко години посредничи при започналите преговори между южноафриканското правителство и Африканския национален конгрес.
Фредерик ван Зейл Слаберт умира в Йоханесбург на 14 май 2010 г.